# George Everest
El coronel Sir George Everest (Gwerndale, Gal·les, 4 de juliol de 1790 – Londres, 1 de desembre de 1866) fou un geògraf i topògraf gal·lès, responsable general de la topografia de l'Índia des de 1830 fins a 1843.
Fou responsable de completar l'estudi topogràfic del subcontinent indi, des del sud de l'Índia fins al Nepal, a l'extrem septentrional, una distància aproximada de 2.400 quilòmetres. El treball el va començar amb William Lambton el 1806 i fou finalitzat després de diverses dècades.
La muntanya de l'Everest fou batejada així per Andrew Waugh, l'agrimensor general britànic de l'Índia, en honor del seu predecessor George Everest.